# A las barricadas
Para el sitio de internet, vea Alasbarricadas.org
A las barricadas es el título con el que se conoce una de las más populares canciones relacionadas con el anarcosindicalismo de España durante la Guerra Civil. Es también el himno de la Confederación Nacional del Trabajo y de la Confederación General del Trabajo.

## Historia
La música está basada en la pieza anónima La Marcha de los Zuavos que ya había sido utilizada en la versión de Varshavyanka 1831 aunque se ha sugerido en alguna ocasión que fue Stanisław Moniuszko quien lo compuso para la ópera Volsky.

### Origen polaco
La varsoviana fue compuesta, en 1883, por el poeta polaco Wacław Święcicki, cuando estaba encerrado en una prisión de Varsovia, en un momento en que el movimiento obrero polaco sostenía duras luchas reivindicativas y peleaba contra la ocupación por el Imperio ruso. La canción se basó en un tema popular polaco (otras versiones apuntan a La marcha de los zuavos o Les hussards de Bercheny). Se cantó, por primera vez, en la manifestación obrera del 2 de marzo de 1885 en Varsovia y se popularizó y versionó en toda Europa por la solidaridad del movimiento obrero con Polonia.

### Importación a España

#### La atribución a Orobón
Con el nombre «Marcha triunfal» y subtítulo ¡A las barricadas!, en noviembre de 1933 se publicó la partitura en el suplemento del periódico Tierra y Libertad de Barcelona. Los arreglos musicales para coro mixto los hizo Ángel Miret y la adaptación de la letra al español Valeriano Orobón (nacido en La Cistérniga, Valladolid). Junto a la letra se señalaba que esta canción, de carácter sindicalista, la habían traído a España unos anarcosindicalistas alemanes y se había hecho popular, sustituyendo a la tradicional canción anarcosindicalista española Hijos del pueblo. La canción fue grabada en 1936 por el Orfeón Catalán de Barcelona bajo la dirección de Francesc Pujol.
La anécdota se sitúa en la Barcelona de 1932, dónde Alfred Schulte, un técnico en fabricación de herramienta en paro y miembro de la SAJD (Juventud Anarcosindicalista de Alemania) de Wuppertal, se encontraba como invitado de Orobón, por entonces encargado de comunicación y cultura para la CNT-AIT. Al parecer, Schulte cantaba la Warschawjanka en la bañera cuando Orobón irrumpió en el baño y excitado le pidió el texto, que tanto tiempo llevaba buscando; traduciéndolo ya ese mismo día con ayuda de Hilda, su esposa de origen alemán.

#### Un autor que no precisa derechos: Jacinto Toryho
En 1932 cuatro estudiantes alemanes llegan a Madrid para, de paso, entregar unas misivas a Valeriano Orobón Fernández, quien les invitó a que, con sus guitarras, dieran un concierto en la fiesta que iba a tener lugar en la Casa de los Sindicatos de la calle de la Flor. De las canciones que tocaron y que Orobón y su compañera Gilda iban traduciendo a los demás, una fue la que más gustó (y que ya suponemos era Warszawianka). Esa misma noche, uno de los asistentes, la entona en su guitarra y le compone una letra, que al día siguiente muestra a Orobón, quien entusiasmado exclama: "¡Este podría ser el himno de la CNT!". La canción fue acogida por las Juventudes Libertarias madrileñas, que en sus jornadas de asueto la cantaban espontáneamente. Aquel asistente con buen oído era el joven anarquista Jacinto Toryho.
Transcurridos cuatro intensos años, en el verano de 1936, en un contexto de normalización de la vida cotidiana de Barcelona, tras la derrota del alzamiento, el Movimiento Libertario se reinstala en el edificio del Fomento de Trabajo Nacional (al momento edificio CNT-FAI) de la Gran Vía Layetana, en cuyo último piso tenía su residencia F. Cambó y de la cual, por delegación del Comité Regional de la CNT y la Federación de Sindicatos, pasa a ser "custodio" Toryho. Allí se encuentran, entre otras cosas, la colección pictórica que más tarde constituirá El Llegat Cambó, y un espléndido piano, que cierto día de agosto hace recordar a Jacinto la exclamación de Orobón. Contacta entonces con el joven músico J.Dotras i Vila, a quien tararea la canción, mientras éste, sentado al piano, la va trasladando al pentagrama. Tras armonizarla y quedar convertida en himno de guerra, Vila (cuyo nombre aparece en la ilustración de Toni Vidal ) propone su grabación al sello Odeon, con Lluís Millet, al frente del Orfeón Catalán ("Hijos del pueblo" será la cara B del disco ) y hace imprimir la partitura; costándole tales acciones la cárcel tras la Guerra Civil. En septiembre la Banda Municipal de Barcelona, dirigida por Eduard Toldrà, ejecutará la canción varias veces ante un público entusiasmado, completándose la tarea de divulgación del himno a través de la venta de discos.
Este es el testimonio aportado por Jacinto Toryho en su libro de "memorias" Del Triunfo a la Derrota. Jacinto, que conoció a Orobón y con quien estuvo poco antes de morir este, para él, "hombre de mil quilates", relata esta historia y escribe : "Nadie supo a quién pertenecía la letra y la música, ni el autor tuvo interés alguno en que se supiese. Lo importante era que teníamos un himno de guerra".

## Letra
Negras tormentas agitan los aires

nubes oscuras nos impiden ver.

Aunque nos espere el dolor y la muerte

contra el enemigo nos llama el deber.

El bien más preciado es la libertad

hay que defenderla con fe y valor.

Alza la bandera revolucionaria

que del triunfo sin cesar nos lleva en pos.

Alza la bandera revolucionaria

que del triunfo sin cesar nos lleva en pos.

Negras tormentas agitan los aires

nubes oscuras nos impiden ver.

Aunque nos espere el dolor y la muerte

contra el enemigo nos llama el deber.

El bien más preciado es la libertad

hay que defenderla con fe y valor.

Alza la bandera revolucionaria

que del triunfo sin cesar nos lleva en pos.

Alza la bandera revolucionaria

que del triunfo sin cesar nos lleva en pos.

En pie el pueblo obrero, a la batalla

hay que derrocar a la reacción.

¡A las barricadas! ¡A las barricadas!

por el triunfo de la Confederación.

¡A las barricadas! ¡A las barricadas!

por el triunfo de la Confederación.

## Regrabación
Con motivo de la conmemoración del centenario de la CNT, se puso encima de la mesa la vieja idea de la regrabación de A las barricadas e Hijos del pueblo. El primer paso fue localizar las partituras, para lo cual se pidió a la Fundación de Estudios Libertarios Anselmo Lorenzo, con la esperanza de que estuvieran depositadas en sus archivos, pero informaron de que si aún existían estarían desaparecidas, probablemente extraviadas o destruidas al finalizar la Guerra Civil.
Posteriormente, se estuvo en contacto con el periódico Tierra y Libertad, descubriendo así que tenían las partituras. Tras meses de trabajo componiendo, escribiendo, arreglando, juntando músicos y cantantes de diferentes masas corales, largas horas de ensayos y correcciones, el 14 de noviembre de 2009 tuvo lugar la grabación definitiva en el Conservatorio de Música Juan Crisóstomo de Arriaga de Bilbao bajo la dirección de Luis Antonio Gamarra.

## Artistas que la interpretaron
- A Palo Seko[Rf 1]
- Ades[Rf 2]
- Asto Pituak[Rf 3]
- Dandelion Junk Queens[Rf 4]
- Brigada Flores Magon
- Jake and the Infernal Machine[cita requerida]
- Jean-Marc Leclercq[Rf 5]
- Juventude Maldita (banda hardcore brasileña)[Rf 6]
- Les Amis de ta Femme[Rf 7]
- Los Dólares[Rf 8]
- Los Muertos De Cristo[Rf 9]
- Pascal Comelade[Rf 10]
- Serge Utgé-Royo
- Vennaskond[cita requerida]
- Víctor Manuel y Ana Belén (en dueto).[Rf 11]
- El violinista del amor & los pibes que miraban[Rf 12]
- 44 Leningrad